# Буюк джамия
Буюк джамия или Бююк джамия (на турски: Büyük Camii, в превод Голяма джамия) е бивш мюсюлмански храм в българската столица София. В нея е настанен Националният археологически институт с музей.
Строежът на храма е започнат от великия везир Вели Махмуд паша в 1451 година и завършен 20 години след смъртта му в 1494 година. Съответно първото ѝ име в писмените сведение е Коджа Махмуд паша джамия или Джамията на великия Махмуд паша. Около джамията е имало и други сгради: хан, медресе, водохранилище и чешма. Махалата около джамията носи нейното име, а до 1878 година улица „Леге“ се нарича „Буюк джамиси сокаги“.
По време на Руско-турската война (1877 – 1878) джамията е превърната в болница. През 1880 – 1887 година в част от нея се помещава Държавната печатница. По-късно е библиотека и музей, а от 1892 година в нея се помещава Археологическият музей.